# أوقست هيرولد
أوقست هيرولد (بالألمانية: August Herold)‏ هو فلاح ألماني، ولد في 7 أغسطس 1902 في نيكارسولم في ألمانيا، وتوفي بنفس المكان في 8 يناير 1973.